# Esther Maurer
Esther Maurer (* 1957 in Zürich) ist eine ehemalige Schweizer Politikerin. Sie gehört der Sozialdemokratischen Partei der Schweiz (SP) an.

## Leben
Esther Maurer ist die Tochter von SP-Altstadtrat Adolf Maurer (1911–1998).
Sie studierte zunächst Romanistik und war von 1985 bis 1998 Mittelschullehrerin für Französisch und Spanisch an der Kantonsschule Zürcher Oberland, wo sie später als Prorektorin amtete.
Zwischen 1986 und 1998 gehörte sie dem Gemeinderat der Stadt Zürich an, wo sie den Kreis 5 vertrat. Im Jahr 1998 gewann sie gegen Altstadtrat Hans Wehrli (FDP) und zog an seiner Stelle in den Zürcher Stadtrat ein. Als Nachfolgerin von Robert Neukomm (SP) leitete sie bis Ende März 2010 das Polizeidepartement. Bereits im April 2009 verkündete sie, dass sie an den Wahlen 2010 nicht mehr teilnehmen werde.
2012 übernahm sie die Geschäftsleitung von Solidar Suisse, einer NGO der internationalen Entwicklungszusammenarbeit, im Jahre 2017 wechselte sie zum Staatssekretariat für Migration (SEM).
Sie ist mit dem Bauingenieur Andreas Hurter verheiratet.